# Non nobis

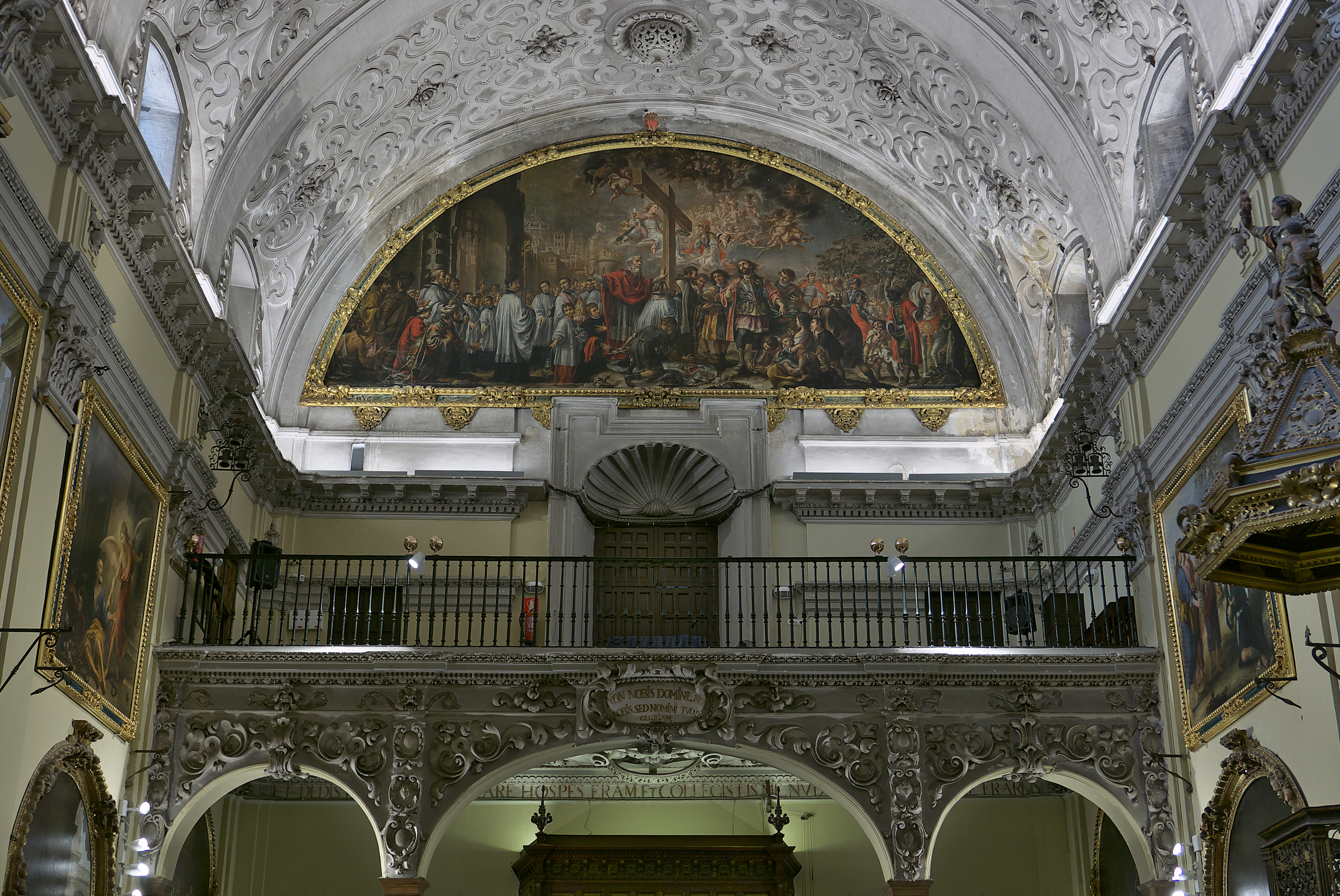
Non nobis est un court hymne latin.

Non nobis est un court hymne latin prononcé comme une prière d'action de grâce et une expression d'humilité. Le texte latin est issu du Psaume 113,v9 (selon la numérotation de la Vulgate), qui correspond au Psaume 115,v1 dans toutes les autres bibles chrétiennes (qu'elles soient catholiques ou protestantes).
Son texte est :
| Latin                                                   | Français                                                                        | Variante                                                                       |
| ------------------------------------------------------- | ------------------------------------------------------------------------------- | ------------------------------------------------------------------------------ |
| Non nobis, Domine, non nobis Sed nomini tuo da gloriam. | Non pas à nous Seigneur, non pas à nous, Mais à Ton Nom (seul), donne la gloire | Non pour nous Seigneur, non pour nous, Mais en votre nom et pour votre gloire. |

## Histoire
Il s'agit des deux premiers versets du psaume 115 (113B) ; ce psaume attribué à David, date probablement du VIe siècle av. J.-C. au moins ; il est récité ou chanté régulièrement par les juifs et les chrétiens. En voici la suite (traduction de l'Association Épiscopale liturgique pour les pays francophones) :

« Non pas à nous, Seigneur, non pas à nous, *
mais à ton nom, donne la gloire,
pour ton amour et ta vérité.

Pourquoi les païens diraient-ils :
« Où donc est leur Dieu ? »

Notre Dieu, il est au ciel ;
tout ce qu'il veut, il le fait.
Leurs idoles : or et argent,
ouvrages de mains humaines.

Elles ont une bouche et ne parlent pas,
des yeux et ne voient pas,
des oreilles et n'entendent pas,
des narines et ne sentent pas.

Leurs mains ne peuvent toucher, +
leurs pieds ne peuvent marcher, *
pas un son ne sort de leur gosier !

Qu'ils deviennent comme elles,
tous ceux qui les font, *
ceux qui mettent leur foi en elles.

Israël, mets ta foi dans le Seigneur :
le secours, le bouclier, c'est lui !
Famille d'Aaron, mets ta foi dans le Seigneur :
le secours, le bouclier, c'est lui !
Vous qui le craignez, ayez foi dans le Seigneur :
le secours, le bouclier, c'est lui !

Le Seigneur se souvient de nous : il bénira ! *
bénira la famille d'Israël,
il bénira la famille d'Aaron ; *
il bénira tous ceux qui craignent le Seigneur,
du plus grand au plus petit.

Que le Seigneur multiplie ses bienfaits
pour vous et vos enfants !
Soyez bénis par le Seigneur
qui a fait le ciel et la terre !
Le ciel, c'est le ciel du Seigneur ;
aux hommes, il a donné la terre.

Les morts ne louent pas le Seigneur,
ni ceux qui descendent au silence.
Nous, les vivants, bénissons le Seigneur,
maintenant et pour les siècles des siècles ! »

### Au Moyen Âge
Non nobis est souvent associé aux Chevaliers du Temple pendant les Croisades. Mais il appartient au patrimoine des chrétiens et des juifs qui le prient depuis près de 3000 ans.

## Sources et bibliographie
- (en) Cet article est partiellement ou en totalité issu de l’article de Wikipédia en anglais intitulé « Non nobis » (voir la liste des auteurs).
- La Sainte Bible - Psaume 115:1
- (en) D. Humphreys, Wilder hand, Musical Times vol. 144, été 2003, p. 4
- (en) D. Humphreys, Subverting the canon Musical Times 146, été 2005, p. 3–4
- (en) P. Brett, Did Byrd write Non nobis Domine, Musical Times 113, septembre 1972, p. 855–857